# Observatoire de Paris
A párizsi Observatoire de Paris Franciaország legnagyobb csillagászati obszervatóriuma és a világ egyik legnagyobb csillagászati kutatóintézete. Történelmi épülete Párizs 14. kerületében található, a város déli részén, de személyzetének nagy része Párizson kívül, a Meudon műholdas kampuszon dolgozik.
Az intézmény az Université Paris Sciences et Lettres (PSL) kutatóintézete, Franciaország legkiválóbb csillagászati obszervatóriuma.
A Observatoire de Paris-t 1667-ben alapították.